# پسر رمبو
پسر رمبو (به انگلیسی: Son of Rambow) یک فیلم کمدی اکشن بریتانیایی محصول سال ۲۰۰۷ به نویسندگی و کارگردانی گارت جنینگز و با الهام از فیلم اولین خون (۱۹۸۲) است. این فیلم در ۲۲ ژانویه ۲۰۰۷ در جشنواره فیلم ساندنس به نمایش درآمد. بعدها در جشنواره فیلم نیوپورت بیچ، جشنواره بین‌المللی فیلم سیاتل، جشنواره بین‌المللی فیلم تورنتو و جشنواره فیلم گلاسکو به نمایش درآمد. این فیلم در پنجاه و یکمین جشنواره فیلم BFI لندن نیز به نمایش درآمد. این فیلم در ۴ آوریل ۲۰۰۸ در بریتانیا منتشر شد و در ۲ مه ۲۰۰۸ در ایالات متحده اکران شد. این فیلم که در یک تابستان در بریتانیای تاچر اتفاق می‌افتد، داستانی است در مورد دو پسر مدرسه‌ای و تلاش آن‌ها برای ساختن یک فیلم آماتور با الهام از فیلم اولین خون.
این فیلم شامل صحنه‌های از فیلم اولین خون است و توسط سیلوستر استالونه، ستاره مجموعه فیلم‌های رمبو تأیید شده است.

## داستان
ویل پرادفوت یک پسر ۱۱ ساله ساکت و خجالتی از خانواده ای است که متعلق به کلیسای سخت گیر برادران پلیموت است. ویل از تماشای فیلم یا تلویزیون منع شده است و هنگام نمایش فیلم مستند در کلاس مجبور می‌شود کلاس خود را ترک کند. در راهرو، او با لی کارتر، پسر ۱۲ ساله بدرفتار در مدرسه آشنا می‌شود که به دلیل رفتار بد از کلاس دیگری بیرون رانده شده است. پس از اینکه آنها به‌طور تصادفی یک ظرف ماهی را شکستند، لی داوطلب می‌شود تا در ازای ساعت ویل که متعلق به پدر مرده اش بود، تقصیر را بپذیرد. علاوه بر این، لی از ویل می‌خواهد که بدلکاری‌های فیلمی را که لی می‌سازد انجام دهد تا در مسابقه فیلمسازان جوان تست اکران شرکت کند. در خانه لی، ویل متوجه می‌شود که لی قصد دارد از تجهیزات ویدئویی خانگی که متعلق به برادر بزرگتر ۱۶ ساله قلدرش لارنس است برای ادای احترام به فیلم اولین خون استفاده کند. ویل در حالی که از لارنس پنهان شده بود به‌طور تصادفی فیلم را می‌بیند. الهام گرفته می‌شود، او در تولید به لی می‌پیوندد. ویل با ذوق و شوق چندین صحنه اکشن خطرناک را انجام می‌دهد که پس از اینکه لی او را از غرق شدن نجات می‌دهد، به «برادران خونی» تبدیل می‌شوند. لی کتاب طراحی ویل را پیدا می‌کند و برخی از ایده‌ها را در فیلمنامه فیلم خود گنجانده است. این دو دوست صمیمی می‌شوند و ..

## بازخوردها
پسر رمبو عموماً نقدهای مطلوبی از منتقدان دریافت کرد.
- در راتن تومیتوز، این فیلم بر اساس نقدهای ۱۱۸ منتقد، ۷۳ درصد محبوبیت دارد.[۵]
- در متاکریتیک، این فیلم بر اساس رای ۲۹ نقد، امتیاز ۶۶ از ۱۰۰ را کسب کرده است.[۶]

## شبکه خانگی
این فیلم در ۱۱ اوت ۲۰۰۸ بر روی دی‌وی‌دی و بلوری در بریتانیا منتشر شد، و در ایالات متحده در ۲۶ اوت ۲۰۰۸ بر روی دی‌وی‌دی منتشر شد.